# Мемино
Мемино — деревня в Глажевском сельском поселении Киришского района Ленинградской области.

## История
Деревня Мемина упоминается на карте Санкт-Петербургской губернии 1792 года А. М. Вильбрехта.
Деревня Мемина, состоящая из 38 крестьянских дворов, обозначена на карте Санкт-Петербургской губернии Ф. Ф. Шуберта 1834 года. Ниже деревни по реке Влое обозначена водяная мельница.

МЕМИКА — деревня принадлежит Казённому ведомству, число жителей по ревизии: 109 м. п., 113 ж. п. (1838 год)

Как деревня Мемина из 38 дворов с водяной мельницей она обозначена на «Специальной карте западной части России» Ф. Ф. Шуберта 1844 года.

МИШИНО — деревня Ведомства государственного имущества по просёлочной дороге, число дворов — 39, число душ — 118 м. п.(1856 год)

МЕМИНО — деревня казённая при реке Виле и колодцах, число дворов — 39, число жителей: 136 м. п., 158 ж. п.; Часовня православная. (1862 год)

Сборник Центрального статистического комитета описывал её так:

МЕМИНО — село бывшее государственное при реке Влое, дворов — 70, жителей — 289; Две церкви православных, две лавки. (1885 год)

Согласно материалам по статистике народного хозяйства Новоладожского уезда 1891 года имение при селении Мемино принадлежало  крестьянам И. С. и Ф. Варламовым, имение было приобретено до 1868 года, площадь не указана.
Согласно епархиальным сведениям 1899 года Николаевская (Ильинская временная) церковь в селе Мемино являлась центром прихода, куда входили деревни: Лахово, Сотово, Влоя Большая и Влоя Малая.
В конце XIX — начале XX века деревня административно относилась к Глажевской волости 5-го земского участка 1-го стана Новоладожского уезда Санкт-Петербургской губернии.
По данным «Памятной книжки Санкт-Петербургской губернии» за 1905 год село Мемино образовывало Меминское сельское общество.

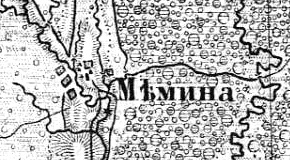
Деревня Мемино на карте 1915 года

Согласно карте Петроградской и Новгородской губерний 1915 года деревня называлась Мемина, в деревне находилась водяная мельница.
С 1917 по 1927 год село Мемино входило в состав Меминского сельсовета Глажевской волости Волховского уезда.
Согласно данным переписи населения СССР 1926 года в селе Мемино проживали 400 человек — все русские. 
С 1927 года в составе Андреевского района.
С 1928 года в составе Кривашского сельсовета. В 1928 году население села Мемино также составляло 400 человек.
С 1931 года в составе Киришского района.
Согласно карте Ленинградской области Северо-западного аэрогеодезического треста ГГУ издания 1932 года село насчитывало 41 крестьянский двор. В селе находились: церковь, часовня и ветряная мельница.
По данным 1933 года село Мемино являлось административным центром Кривашского сельсовета Киришского района, в который входили 6 населённых пунктов: деревни Кривоши, Лахово, Моховы, Сотово, село Мемино и хутор Кривоши, общей численностью населения 1250 человек.
По данным 1936 года в состав Кривашского сельсовета с центром в селе Мемино входили 5 населённых пунктов, 208 хозяйств и 4 колхоза.

План села Мемино. 1937 год

Согласно топографической карте РККА 1937 года село насчитывало 67 крестьянских дворов. В селе находились: церковь, почта и сельсовет.
Согласно переписи населения СССР 1939 года в селе Мемино проживали 192 мужчины и 188 женщин, всего 380 человек.
С 1954 года в составе Глажевского сельсовета.
В 1961 году население села Мемино составляло 107 человек.
С 1963 года в составе Волховского района.
С 1965 года вновь составе Киришского района.
По данным 1966, 1973 и 1990 годов деревня Мемино также входила в состав Глажевского сельсовета.
В 1997 году в деревне Мемино Глажевской волости проживали 33 человека, в 2002 году — 29 (русские — 97 %).
В 2007 году в деревне Мемино Глажевского СП проживали 28 человек, в 2010 году — 16.

## География
Деревня расположена в северо-западной части района на автодороге 41К-550 (Глажево — Мемино), к западу от автодороги 41А-006 (Зуево — Новая Ладога).
Расстояние до административного центра поселения — 15 км.
Расстояние до ближайшей железнодорожной станции Глажево — 15 км.
Деревня находится на левом берегу реки Влоя, к востоку от деревни протекает река Марьинка.

## Демография
| 1838 | 1862 | 1885 | 1928 | 1961 | 1997 | 2002 |
| ---- | ---- | ---- | ---- | ---- | ---- | ---- |
| 222  | ↗294 | ↘289 | ↗400 | ↘107 | ↘33  | ↘29  |
| 2007 | 2010 | 2017 |      |      |      |      |
| ↘28  | ↘16  | ↗19  |      |      |      |      |

### Национальный состав
Согласно данным Всероссийской переписи населения 2021 года в деревне проживали 8 человек, все русские.